# Mic Gillette
Mic Gillette (East Bay, Califòrnia, 7 de maig de 1951-17 de gener de 2016) va ser un trompetista, trombonista i tubista nord-americà de jazz rock i rock.

## Trajectòria
Fill de Ray Gillette, trombonista de les big bands de Tommy Dorsey, Harry James i Stan Kenton, Mic va ser un "nen prodigi" que ja tocava la trompeta amb només quatre anys. Als 15 anys es va unir als "Gotham City Crime Fighters" (1966), que més tard s'integrarien en Tower of Power. Gillette deixaria temporalment la banda per realitzar una gira amb el grup Cold Blood, però tornaria amb Tower of Power un any més tard, participant en gires amb Santana i Creedence Clearwater Revival. La reputació del grup com a secció de metalls, els va possibilitar treballar igualment amb molts altres artistes, entre ells Rod Stewart i Rolling Stones. Va realitzar també un gran nombre d'enregistraments com a músic de sessió, durant gairebé una dècada, realitzant a més gires i enregistraments amb Doobie Brothers i Carlos Santana.
En 1980, es va incorporar a la banda de jazz rock Blood, Sweat & Tears, en substitució de Bruce Cassidy, romanent en ella gairebé dos anys. Va continuar amb Tower of Power fins a 1984, quan es va apartar del món de la música, per dedicar-se a negocis de paisatgisme a la seva zona natal, romanent 14 anys fora de l'escena. En 1998 va tornar, per sumar-se al grup Sons of Champlin, liderat per l'ex-cantant i teclista de Chicago, Bill Champlin, amb els qui va romandre fins a 2006. En 2005 va publicar el seu primer disc com a capdavanter, Earl Candy (BRK Records), participant també, el mateix any, en el disc Hip Lil's dream, de Sons of Champlin. Després de recuperar-se d'un ataqui al cor, va continuar treballant com arranjador i dirigint la seva pròpia banda, al costat del guitarrista Dave Schcram.
En 2009, vint-i-cinc anys després de la seva marxa, va tornar a incorporar-se a Tower of Power, substituint a Mick Bogart.